# Master of Paradise
Master of Paradise è il nono album in studio del chitarrista statunitense Tony MacAlpine, pubblicato nel 1999.

## Tracce
Tutte le tracce sono composte da Tony MacAlpine tranne dove indicato.
1. Maker Is King – 3:49
2. Tears of Darkness – 5:24
3. Live to Die – 6:50
4. Circus – 4:14
5. Still – 5:05
6. Master of Paradise – 6:14
7. Time – 5:18
8. Imagination – 4:55
9. Final Hour – 4:32
10. Au bord d'une source (Franz Liszt) – 3:16